# 东哨镇
东哨乡，是中华人民共和国辽宁省朝阳市喀喇沁左翼蒙古族自治县下辖的一个乡镇级行政单位。

## 行政区划
东哨乡下辖以下地区：
东哨村、小马架子村、卧龙泉村、西烧锅杖子村、车杖子村、青沙子村、林家店村、东台子村和大马架子村。